# Karl-Heinz Danielowski

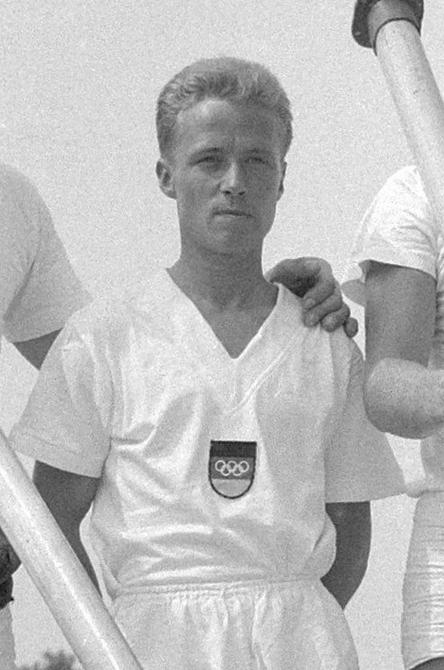
Karl-Heinz Danielowski, 1964

Karl-Heinz Danielowski (* 31. März 1940 in Sülldorf) ist ein ehemaliger Ruderer aus der DDR. 1976 wurde Danielowski als Steuermann Olympiasieger im Achter.

## Leben

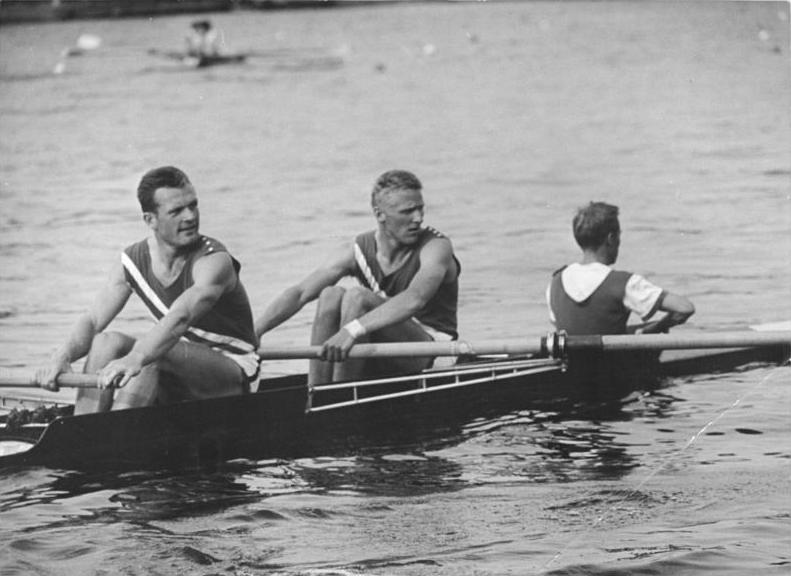
Gorny, Bergau und Danielowski werden 1965 DDR-Meister im Zweier mit Steuermann

Nach seiner Ausbildung zum Dreher meldete sich Danielowski zur Volksmarine. Auf der Flottenschule entdeckte man seine Qualitäten als Steuermann von Ruderbooten. Ab 1963 nahm Danielowski an internationalen Wettfahrten teil. 1964 wurde er mit Günter Bergau und Peter Gorny Europameister im Zweier mit Steuermann. Bei den Olympischen Spielen 1964 verpassten die drei vom ASK Vorwärts Rostock knapp den Finaleinzug und wurden Siebte. Vier Jahre später bei den Olympischen Spielen 1968 wurden die drei erneut Siebte, dieses Mal jedoch als Teil des DDR-Achters.
1970 steuerte Danielowski den neuen Rostocker Vierer mit Steuermann mit Karl-Heinz Prudöhl, Jochen Mietzner, Rolf Zimmermann und Bernd Meerbach. Dieses Boot wurde bei den Weltmeisterschaften in St. Catharines Vizeweltmeister hinter dem Bodenseevierer. Ab 1973 war Danielowski Steuermann des DDR-Achters. 1973 wurde das Boot Europameister, belegte aber bei den Weltmeisterschaften 1974 nur den vierten Platz. Daraufhin wurde Danielowski 1975 durch Klaus-Dieter Ludwig ersetzt. 1976 steuerte aber wieder Danielowski den DDR-Achter. Bei den Olympischen Spielen in Montreal erreichte Danielowski zum Abschluss seiner Karriere doch noch ein olympisches Finale. In der Besetzung Bernd Baumgart, Gottfried Döhn, Werner Klatt, Roland Kostulski, Joachim Lück, Dieter Wendisch, Ulrich Karnatz, Karl-Heinz Prudöhl mit Danielowski als Steuermann wurde das Boot Olympiasieger mit über zwei Sekunden Vorsprung auf das britische Boot. Für diesen Erfolg wurde er mit dem Vaterländischen Verdienstorden in Silber ausgezeichnet. Neben seiner sportlichen Karriere hatte Danielowski Finanzökonomie studiert, sein militärischer Rang war der eines Kapitänleutnants. Danielowski war als Finanzökonom im Wehrbezirkskommando Rostock tätig.

## Auszeichnungen
- 1964 Ehrentitel Meister des Sports[2]
- 1976 Vaterländischer Verdienstorden in Silber